# Älskar
Älskar è il terzo album in studio della cantautrice scozzese Nina Nesbitt, pubblicato nel 2022.

## Tracce
1. Gaol – 1:09
2. Teenage Chemistry – 2:52
3. No Time (For My Life to Suck) – 2:33
4. Pressure Makes Diamonds – 2:43
5. Dinner Table – 3:18
6. When You Lose Someone – 3:02
7. I Should Be a Bird – 3:59
8. Colours of You – 3:38
9. Limited Edition – 2:54
10. Older Guys – 4:14
11. Heirlooms – 4:28 – Nesbitt
12. Älskar – 3:01

- Tracce Bonus Edizione Deluxe

1. Summer Fling – 3:36
2. Life's a Bitch (L.A.B) – 2:59
3. Summer Fling (acoustic version) – 3:37
4. Life's a Bitch (L.A.B) (acoustic version) – 3:03

## Classifiche
| Classifica (2022) | Posizione raggiunta |
| ----------------- | ------------------- |
| Regno Unito       | 34                  |